# 約翰·法索
約翰·法索（John Faso，1952年8月25日—）是美國紐約州的一位共和黨政治家。2016年，他當選為紐約州第19國會選區的美國眾議院議員。他是一位愛爾蘭人後裔，畢業於喬治城大學。